# エリザベッタ・ペローネ
エリザベッタ・ペローネ（Elisabetta Perrone、1968年7月9日 - ）は、イタリアの陸上競技選手。1990年代から2000年代前半にかけて活躍した女子競歩選手である。1996年アトランタオリンピックの銀メダリスト。ピエモンテ州ビエッラ県カンブルツァーノ出身。

## 経歴
ペローネは、1992年バルセロナオリンピックから4大会連続オリンピックに出場しているが、最初に出場したバルセロナ大会では、10km競歩で、46分43秒の19位という結果であった。翌1993年のシュトゥットガルトの世界選手権では同種目で43分26秒の4位と躍進。銅メダルまであと5秒と迫るものであった。翌1994年のヨーロッパ選手権では7位に終わっている。
ペローネは、1995年のイェーテボリの世界選手権で、上位4選手が7秒以内にゴールする激しいレースの末、42分16秒で2位となり、銀メダルを獲得。メジャーな大会では初めての表彰台に立った。そして、翌年のアトランタオリンピックでも、42分12秒で2位となり、オリンピックでも銀メダルを獲得した。
ペローネは、その後数年間は満足いく結果を残していない。1997年の世界選手権では10位、1998年のヨーロッパ選手権では11位。そして、女子の競歩の距離が10kmから20kmとなった1999年の世界選手権では21位。2000年シドニーオリンピックでは失格となっている。
ペローネは、2001年、長い不振から復活。エドモントンの世界選手権の20km競歩で、1時間28分56秒で3位となり、久しぶりの表彰台に立つ。
その後のペローネは、2002年のヨーロッパ選手権で6位となり、2003年のパリで行われた世界選手権では途中棄権。そして、最後のオリンピックとなった2004年のアテネオリンピックでは18位となり、その後、現役を引退した。

## 自己ベスト
- 3000m競歩 - 11分56秒40 (1993年)
- 5000m競歩 - 20分12秒41 (2003年)
- 10km競歩 - 42分09秒 (1996年)
- 20km競歩 - 1時間27分09秒 (2001年)

## 主な実績
| 年   | 大会                   | 場所                         | 種目       | 結果 | 記録          |
| ---- | ---------------------- | ---------------------------- | ---------- | ---- | ------------- |
| 1992 | オリンピック           | バルセロナ(スペイン)         | 10km競歩   | 19位 | 46分43秒      |
| 1993 | 世界陸上選手権         | シュトゥットガルト(ドイツ)   | 10km競歩   | 4位  | 43分26秒      |
| 1994 | ヨーロッパ陸上選手権   | ヘルシンキ(フィンランド)     | 10km競歩   | 7位  | 43分47秒      |
| 1995 | 世界陸上選手権         | イェーテボリ(スウェーデン)   | 10km競歩   | 2位  | 42分16秒      |
| 1996 | オリンピック           | アトランタ(アメリカ合衆国)   | 10km競歩   | 2位  | 42分12秒      |
| 1997 | IAAFワールドカップ競歩 | ポデェブラディ(チェコ)       | 10km競歩   | 25位 | 44分10秒      |
| 1997 | 世界陸上選手権         | アテネ(ギリシャ)             | 10000m競歩 | 10位 | 45分16秒46    |
| 1998 | ヨーロッパ陸上選手権   | ブダペスト(ハンガリー)       | 10km競歩   | 11位 | 44分04秒      |
| 1999 | IAAFワールドカップ競歩 | メジドン・キャノン(フランス) | 20km競歩   | 20位 | 1時間32分21秒 |
| 1999 | 世界陸上選手権         | セビリヤ(スペイン)           | 20km競歩   | 21位 | 1時間36分24秒 |
| 2000 | オリンピック           | シドニー(オーストラリア)     | 20km競歩   | -    | DQ            |
| 2001 | 世界陸上選手権         | エドモントン(カナダ)         | 20km競歩   | 3位  | 1時間28分56秒 |
| 2002 | ヨーロッパ陸上選手権   | ミュンヘン(ドイツ)           | 20km競歩   | 6位  | 1時間30分25秒 |
| 2002 | IAAFワールドカップ競歩 | トリノ(イタリア)             | 20km競歩   | -    | DNF           |
| 2003 | 世界陸上選手権         | パリ(フランス)               | 20km競歩   | -    | DNF           |
| 2004 | オリンピック           | アテネ(ギリシャ)             | 20km競歩   | 18位 | 1時間32分21秒 |